# ليفي نيلسون
ليفي نيلسون هو لاعب هوكي الجليد كندي، ولد في 28 أبريل 1988 في كالغاري في كندا.

## وصلات خارجية
- ليفي نيلسون على موقع دوري الهوكي الوطني (الإنجليزية)
- ليفي نيلسون على موقع EliteProspects.com (الإنجليزية)
- ليفي نيلسون على موقع HockeyDB.com (الإنجليزية)